# هشام مهدوفي
هشام مهدوفي، من مواليد 5 أغسطس 1983 في خريبكة في المغرب، لاعب كرة قدم مغربي.
بدأ مسيرته الكروية مع نادي أولمبيك خريبكة في عام 2004، ولعب معهم حتى عام 2007، وفي عام 2007 انتقل إلى نادي دينامو كييف الأوكراني، وأعير إلى نادي ميتاليست خاركيف الأوكراني.
بدأ مسيرته الدولية مع منتخب المغرب لكرة القدم في عام 2006.

## روابط خارجية
- هشام مهدوفي على موقع اتحاد أوكرانيا (الإنجليزية)
- هشام مهدوفي على موقع قاعدة بيانات كرة القدم.إي يو (الإنجليزية)
- هشام مهدوفي على موقع بيانات كرة القدم. دي إي (الألمانية)
- هشام مهدوفي على موقع ناشيونال فوتبول تيمز (الإنجليزية)
- هشام مهدوفي على موقع Soccerway.com (الإنجليزية)
- هشام مهدوفي على موقع عالم كرة القدم.نت (الإنجليزية)